# Julio Sobrera
Julio Alberto Sobrera Fernández (* 11. Juli 1927 in Montevideo) ist ein ehemaliger uruguayischer Radrennfahrer.

## Sportliche Laufbahn
Sobrera war Teilnehmer der Olympischen Sommerspiele 1952 in Helsinki. Im olympischen Straßenrennen schied er beim Sieg von André Noyelle aus. Die uruguayische Mannschaft kam mit Luis Ángel de los Santos, Virgílio Pereyra, Hugo Machado und Julio Sobrera in der Mannschaftswertung auf den 13. Rang.
Bei den Panamerikanischen Spielen 1955 gewann er mit Luis Serra die Silbermedaille in der Mannschaftsverfolgung.